# Aphthona moralesi
Aphthona moralesi là một loài bọ cánh cứng trong họ Chrysomelidae. Loài này được Madar & Madar miêu tả khoa học năm 1965.